# Hemiergis peronii
Hemiergis peronii är en ödleart som beskrevs av Gray 1831. Hemiergis peronii ingår i släktet Hemiergis och familjen skinkar. Inga underarter finns listade i Catalogue of Life.